# Miliće
Miliće (cyr. Милиће) – wieś w Serbii, w okręgu raskim, w mieście Kraljevo. W 2011 roku liczyła 228 mieszkańców.